# Championnat des Seychelles de football 2022-2023
Navigation
Saison précédente Saison suivante
La saison 2022-2023 de Division One est la quarante-quatrième édition de la première division seychelloise. Les 18 équipes engagées sont divisées dans trois groupes, deux pour la ligue de Mahé et un groupe pour la ligue des Îles Intérieures. Les deux premiers de groupe et les deux meilleurs troisièmes se rencontrent dans un championnat pour déterminer le champion.
Les équipes des deux groupes de la ligue de Mahé non qualifiées pour le championnat final se rencontrent dans un autre championnat où seul le premier conserve sa place en première division. Les équipes de la ligue des Îles Intérieures non qualifiées pour le championnat final se rencontrent également dans un mini-championnat où le premier se maintient en première division.
En fin de saison c'est Foresters Mont Fleuri FC qui remporte le championnat en terminant à la première place du championnat national et empoche son deuxième titre de champion des Seychelles.

## Les équipes participantes
- Ligue de Mahé 1:
  - Saint Michel United
  - Northern Dynamo
  - Bel Air FC - promu de D2
  - Defence Forces FC
  - LMS United FC - promu de D2
  - Bosco FC
- Ligue de Mahé 2:
  - Saint-Louis Suns FC
  - Foresters Mont Fleuri FC
  - PTL Bazar Brothers
  - Real Maldives
  - Mont Fleuri FC
  - Anse Royale FC
- Ligue des Îles Intérieures : 
  - La Passe FC
  - Côte d'Or FC
  - Light Stars FC
  - Anse Réunion FC
  - Revengers FC
  - Santos FC

## Compétition
Le classement est établi sur le barème de points classique (victoire à 3 points, match nul à 1, défaite à 0).

### Classement Ligue de Mahé 1
| Rang | Équipe              | Pts | J  | G | N | P | Bp | Bc | Diff |
| ---- | ------------------- | --- | -- | - | - | - | -- | -- | ---- |
| 1    | Saint Michel United | 25  | 10 | 8 | 1 | 1 | 26 | 8  | +18  |
| 2    | Defence Forces      | 17  | 10 | 5 | 2 | 3 | 14 | 11 | +3   |
| 3    | Bel Air FC P        | 14  | 10 | 4 | 2 | 4 | 16 | 16 | 0    |
| 4    | Bosco FC            | 13  | 10 | 4 | 1 | 5 | 15 | 16 | -1   |
| 5    | Northern Dynamo     | 9   | 10 | 3 | 0 | 7 | 16 | 22 | -6   |
| 6    | LMS United P        | 9   | 10 | 3 | 0 | 7 | 16 | 30 | -14  |

| Légende : Qualifications | Légende : Qualifications               |
| ------------------------ | -------------------------------------- |
|                          | Qualification pour les play-offs       |
|                          | Participation au barrage de relégation |
|                          | P : Promu de deuxième division         |

### Classement Ligue de Mahé 2
| Rang | Équipe                   | Pts | J  | G | N | P | Bp | Bc | Diff |
| ---- | ------------------------ | --- | -- | - | - | - | -- | -- | ---- |
| 1    | Foresters Mont Fleuri FC | 23  | 10 | 7 | 2 | 1 | 27 | 6  | +21  |
| 2    | PTL Bazar Brothers       | 19  | 10 | 5 | 4 | 1 | 26 | 13 | +13  |
| 3    | Saint-Louis Suns FC      | 17  | 10 | 4 | 5 | 1 | 27 | 10 | +17  |
| 4    | Real Maldives            | 17  | 10 | 5 | 2 | 3 | 16 | 12 | +4   |
| 5    | Mont Fleuri FC P         | 6   | 10 | 2 | 0 | 8 | 8  | 32 | -24  |
| 6    | Anse Royale FC P         | 1   | 10 | 0 | 1 | 9 | 5  | 36 | -31  |

| Légende : Qualifications | Légende : Qualifications               |
| ------------------------ | -------------------------------------- |
|                          | Qualification pour les play-offs       |
|                          | Participation au barrage de relégation |
|                          | P : Promu de deuxième division         |

### Classement ligue des Îles Intérieures
| Rang | Équipe          | Pts | J  | G | N | P  | Bp | Bc | Diff |
| ---- | --------------- | --- | -- | - | - | -- | -- | -- | ---- |
| 1    | La Passe FC T   | 22  | 10 | 7 | 1 | 2  | 34 | 10 | +24  |
| 2    | Côte d'Or FC    | 20  | 10 | 6 | 2 | 2  | 32 | 12 | +20  |
| 3    | Anse Réunion FC | 18  | 10 | 5 | 3 | 2  | 31 | 6  | +25  |
| 4    | Light Stars FC  | 18  | 10 | 5 | 3 | 2  | 33 | 10 | +23  |
| 5    | Revengers FC    | 7   | 10 | 2 | 1 | 7  | 14 | 23 | -9   |
| 6    | Santos FC       | 0   | 10 | 0 | 0 | 10 | 3  | 86 | -83  |

| Légende : Qualifications | Légende : Qualifications               |
| ------------------------ | -------------------------------------- |
|                          | Qualification pour les play-offs       |
|                          | Participation au barrage de relégation |
|                          | T : Tenant du titre                    |

### Classement championnat
Les deux premiers de groupe ainsi que les deux meilleurs troisièmes disputent le championnat national. 
| Rang | Équipe                   | Pts | J  | G | N | P  | Bp | Bc | Diff |
| ---- | ------------------------ | --- | -- | - | - | -- | -- | -- | ---- |
| 1    | Foresters Mont Fleuri FC | 28  | 14 | 8 | 4 | 2  | 29 | 16 | +13  |
| 2    | Côte d'Or FC             | 26  | 14 | 7 | 5 | 2  | 27 | 14 | +13  |
| 3    | Saint Michel United      | 23  | 14 | 5 | 8 | 1  | 19 | 9  | +10  |
| 4    | Saint-Louis Suns FC      | 22  | 14 | 5 | 7 | 2  | 21 | 15 | +6   |
| 5    | La Passe FC T,C          | 22  | 14 | 6 | 4 | 4  | 23 | 19 | +4   |
| 6    | PTL Bazar Brothers       | 15  | 14 | 4 | 3 | 7  | 25 | 33 | -8   |
| 7    | Anse Réunion FC          | 12  | 14 | 3 | 3 | 8  | 22 | 31 | -9   |
| 8    | Defence Forces           | 2   | 14 | 0 | 2 | 12 | 13 | 42 | -29  |

| Légende : Qualifications | Légende : Qualifications                                      |
| ------------------------ | ------------------------------------------------------------- |
|                          | Qualification pour la Ligue des champions de la CAF 2023-2024 |
|                          | Qualification pour la Coupe de la confédération 2023-2024     |
|                          | T : Tenant du titre C : Vainqueur de la Coupe des Seychelles  |

- Les huit équipes ayant disputées le championnat national ainsi que les deux équipes vainqueurs des barrages de relégation, Light Stars FC et Northern Dynamo disputeront le championnat de la saison prochaine.

## Bilan de la saison
| Championnat des Seychelles de football 2022-2023 |                                     |
| Champion                                         | Foresters Mont Fleuri FC (2e titre) |
| Coupes et trophées                               |                                     |
| Vainqueur de la Coupe des Seychelles 2022-2023   | La Passe FC                         |
| Qualifications continentales                     |                                     |
| Ligue des champions de la CAF 2023-2024          | aucun                               |
| Coupe de la confédération 2023-2024              | La Passe FC                         |
| Promotions et relégations                        |                                     |
| Promus en Division One                           | aucun                               |
| Relégués en Division Two                         | 8 équipes                           |